# Baldet (månekrater)
Baldet er et nedslagskrater på Månen. Det befinder sig på den sydlige halvkugle på Månens bagside og er opkaldt efter den franske astronom Fernand Baldet (1885 -1964).
Navnet blev officielt tildelt af den Internationale Astronomiske Union (IAU) i 1970. 

## Omgivelser
Baldetkrateret ligger i det område mellem Corikrateret mod nord, Stoneykrateret mod sydvest og den nedslidte bjergomgivne slette Minkowski mod sydøst, som er blevet "oversvømmet" af .basaltisk lava.

## Karakteristika
Baldets rand er lav og nedslidt, men har stort set beholdt sin oprindelige, cirkulære form. Der findes en let udadgående bule langs den nordvestlige rand, og den vestlige indre væg er bredere end de andre.
Den flade, næsten ubemærkelsesværdige kraterbund er ligeledes blevet dækket af lava, hvorfor den har lavere albedo end omgivelser (og altså for en mørkere farvetone). Et mindre krater har slået et hul i den østlige rand, hvilket har efterladt en åbning, hvor de to kratere mødes, som senere er dækket af lava. Et spøgelseskrater ligger lige inden for den nordlige rand og giver anledning til en forhøjet ring i kraterets overflade. En tilsvarende formation ligger uden for Baldets sydlige rand.

## Satellitkratere
De kratere, som kaldes satellitter, er små kratere beliggende i eller nær hovedkrateret. Deres dannelse er sædvanligvis sket uafhængigt af dette, men de får samme navn som hovedkrateret med tilføjelse af et stort bogstav. På kort over Månen er det en konvention at identificere dem ved at placere dette bogstav på den side af satellitkraterets midte, som ligger nærmest hovedkrateret. Baldetkrateret har følgende satellitkratere:
| Baldet | Længde  | Bredde   | Diameter |
| ------ | ------- | -------- | -------- |
| J      | 54,6° S | 149,5° V | 17 km    |

## Måneatlas
- Billeder af Baldetkrateret i LPI-måneatlasset